# Gunung Sawa Krueng De
Gunung Sawa Krueng De är ett berg i Indonesien.   Det ligger i provinsen Aceh, i den västra delen av landet, 1 700 km nordväst om huvudstaden Jakarta. Toppen på Gunung Sawa Krueng De är 506 meter över havet, eller 361 meter över den omgivande terrängen. Bredden vid basen är 2,9 km.
Terrängen runt Gunung Sawa Krueng De är varierad.Runt Gunung Sawa Krueng De är det ganska glesbefolkat, med 43 invånare per kvadratkilometer. I omgivningarna runt Gunung Sawa Krueng De växer i huvudsak städsegrön lövskog.